# Бойко Юрій Анатолійович
Ю́рій Анато́лійович Бо́йко (9 жовтня 1958, Горлівка, Українська РСР) — український проросійський політик та бізнесмен, народний депутат України VI, VIII та IX скликань, фігурант антикорупційних розслідувань та реєстру зрадників. З 21 квітня 2022 по 19 січня 2025 року — голова депутатської групи «Платформа за життя та мир» у Верховній раді, створеної з колишніх членів ОПЗЖ. Колишній член проросійських Партії регіонів та Опозиційного блока. Колишній співголова партії та фракції ОПЗЖ у ВРУ разом з Вадимом Рабіновичем. Кандидат на посаду Президента України в 2014 та 2019 роках.
Віце-прем'єр-міністр України (2012—2014) в уряді Миколи Азарова. Міністр енергетики та вугільної промисловості України в другому уряді Віктора Януковича 2006—2007 р., та з 9 грудня 2010 року (з 11 березня 2010 і до реорганізації міністерства — Міністр палива та енергетики України) по 24 грудня 2012 року.

## Життєпис
Народився 9 жовтня 1958-го в Горлівці на Донеччині. За освітою — хімік-технолог (закінчив Московський хіміко-технологічний інститут) та Східноукраїнський національний університет імені Володимира Даля (бакалавр інженерії), 2001 року одержав бакалаврський диплом інженера-економіста (закінчив Рубіжанську філію СНУ ім. Даля). У дитинстві займався музикою, грав на скрипці.
Трудову біографію розпочав майстром на Рубіжанському хімічному заводі «Зоря», потім очолив завод на посаді генерального директора. Обіймав керівні посади в АТ «Лисичанськнафтооргсинтез» (нині ЛиНОС), державної корпорації «Укрвибухпром» (Київ), був головою правління АТ «УкрТатнафта» (Кременчук) і головою Наглядової ради ВАТ «Укртранснафта».
У ЗМІ періодично з'являлася інформація про те, що Юрій Бойко може неформально контролювати ті чи інші компанії в енергетичному секторі. Це пояснюється його тривалою роботою на чолі Нафтогазу України і Міністерства енергетики, а сам Бойко є одним з найбагатших українців (топ 100).

## Політична та державна діяльність

### 2001—2010
2001 року вступив до партії Сергія Тігіпка «Трудова Україна», яку пов'язували з тодішнім президентом Леонідом Кучмою.
У лютому 2002 р. призначений головою НАК «Нафтогаз України». У серпні 2003 року Бойко став першим заступником міністра палива й енергетики. 2 березня 2005 року звільнений з обох посад.
Отримав звання Герой України у 2004 році.
23 квітня 2005 р. обраний головою Республіканської партії України. На парламентських виборах 2006 р. РПУ увійшла до складу партії «Не так», проте блок не подолав 3-відсотковий бар'єр.
4 серпня 2006 року призначений міністром палива і енергетики (в уряді Віктора Януковича). 18 грудня 2007 року звільнений з посади Міністра палива та енергетики України у зв'язку з обранням Верховної Ради VI скликання.
Народний депутат України 6-го скликання з листопада 2007 до березня 2010 р., обраний за списками Партії регіонів.

### Міністра палива та енергетики України
11 березня 2010 року призначений на посаду Міністра палива та енергетики України (в уряді Азарова). 9 грудня 2010 року у зв'язку з оптимізацією системи виконавчої влади України Президентом Януковичем звільнений з посади Міністра палива та енергетики України та призначений Міністром енергетики та вугільної промисловості України.
24 грудня 2012 року — віце-прем'єр-міністр України. З 28 січня 2014 р. — виконувач обов'язків віце-прем'єр-міністра України.
В останні дні перебування при владі, після розстрілів на Майдані, 24 лютого 2014 року Бойко заявив журналістам про розстріли протестувальників так: «Ми різко засуджуємо будь-які прояви агресії з обох боків».

#### Звинувачення у корупції
Будучи міністром енергетики, Бойко відзначився численними зловживаннями службовим становищем, відмиванням грошей, фальшуванням тендерів та земельними махінаціями.
З 2010 по 2013 роки перельоти приватних літаків Бойка і Льовочкіна оплачувала компанія Нафтогаз України, витрачаючи щороку близько 5 млн грн державних коштів.
Бойко був причетний до незаконної передачі Януковичу земель у Сухолуччі, закупівлі кораблів за завищеною ціною, продажу скрапленого газу Курченку за заниженою ціною тощо.
У 2011 році «Чорноморнафтогаз» купив нафтову вежу за ціною, що на 150 мільйонів доларів вища за ринкову.
У червні 2021 року син Бойка Анатолій легалізувався як власник активів хімічного заводу «Зоря», які були фактично вкрадені у держави, коли Юрій Бойко був міністром Януковича.

### 2014—2025
Після початку російської агресії перебуває в опозиції до української влади. Брав участь у президентських виборах 2014 року, набрав 0.1 % голосів.
7 квітня політрада Партії регіонів виключила Бойка з партії.
У вересні 2014 року очолив Опозиційний блок, який на парламентських виборах набрав 9.43 % голосів і став головою фракції партії у Верховній Раді України VIII скликання. Був кандидатом із високим антирейтингом. За даними аналітиків Слово і діло, за час перебування Бойка народним депутатом, він виконав 31 % своїх обіцянок.
9 листопада 2018 року Бойко і керівник партії «За життя» Рабинович несподівано підписали угоду про створення опозиційного об'єднання «Опозиційна платформа — За життя». 17 листопада 2018 року Бойко став єдиним кандидатом у президенти від ОПЗЖ. 22 січня 2019 року Центрвиборчком зареєстрував Юрія Бойка кандидатом у президенти України (самовисуванцем). У березні 2019 року під час парламентських та президентських виборів він отримав підтримку шести телеканалів (Росія-1, Росія-24, Інтер, NewsOne, ZIK та 112 Україна), однак у підсумку зайняв аж четверте місце і не пройшов до другого туру.

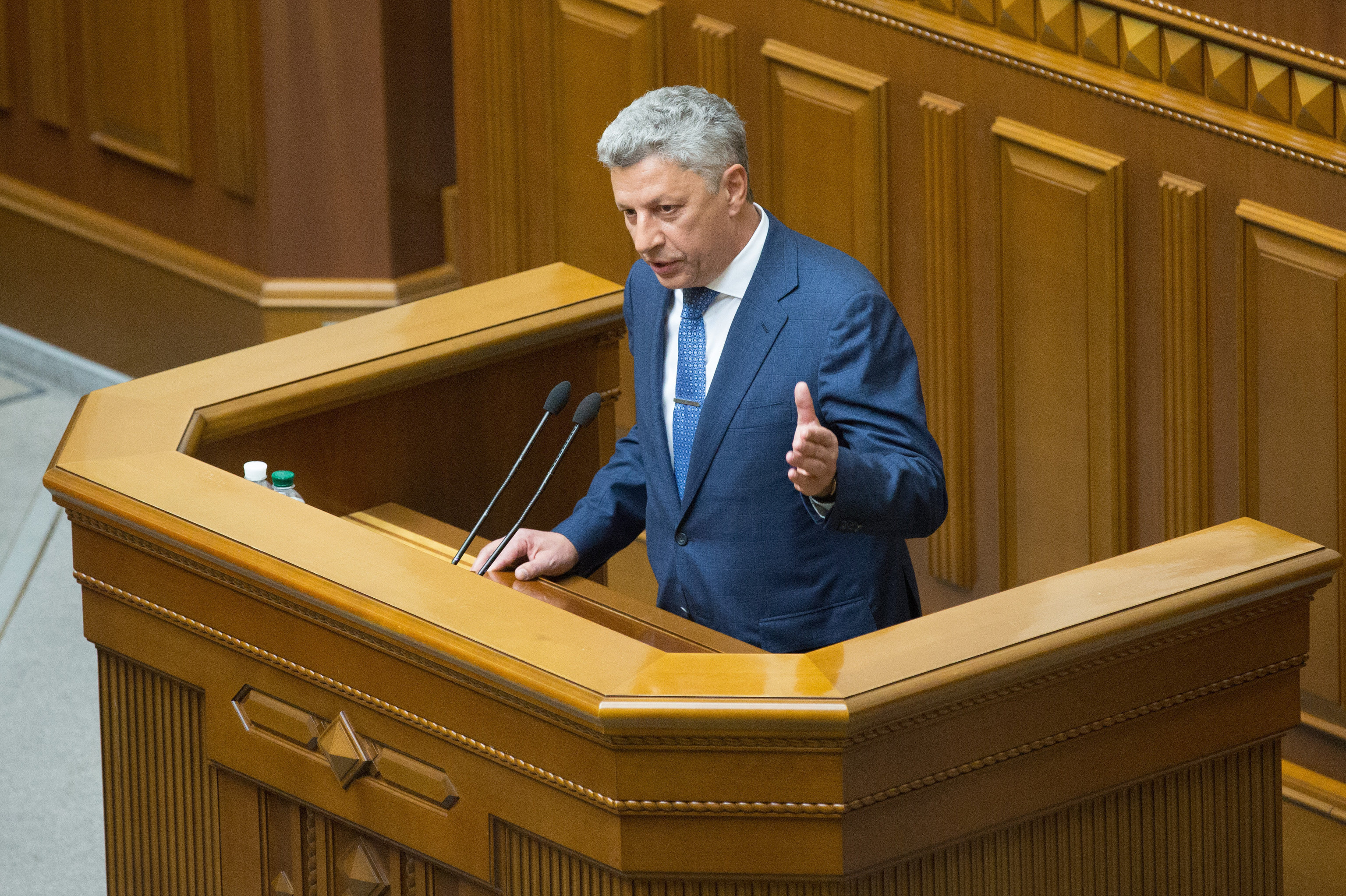
Юрій Бойко у Верховній Раді України, 2018

Бойко брав участь у президентських виборах 2019 року. У лютому 2019 року представники «Національного корпусу» розгромили низку сітілайтів у Харкові з рекламою проросійських кандидатів, зокрема, і Юрія Бойка. Також під час агітаційної кампанії Виборів Президента України 2019 року фіксувались факти поширення агітаційної продукції від імені Юрія Бойка без вихідних даних, що є порушенням законодавства.
27 березня 2019 року Бойко не з'явився на офіційні дебати «Зворотний відлік» на телеканалі Перший, де мав дебатувати з 5-м та 4-м номерами рейтингів авторитетних соціологічних досліджень — Олегом Ляшком (що також проігнорував запрошення) та Анатолієм Гриценком, що прийшов та залишився відповідати на запитання журналістів та експертів.
За результатами виборів Бойко зайняв четверте місце з результатом 11,67 % (проголосувало 2 206 216 виборців). Зайняв перше місце в Донецькій та Луганській областях, а також друге в Харківській, Одеській, Запорізькій, Миколаївській, Херсонській та Дніпропетровській областях; в Києві зайняв шосте місце.

### Після початку повномасштабного вторгнення
Бойко ініціював процес виключення Іллі Киви 26 лютого 2022 року, щоб він «не заважав мирному процесу, який має відбутися в Україні». 3 березня Киву офіційно виключили з фракції.
7 березня 2022 в багатьох телеграм-каналах було поширено відео, де машину Бойка зупинили активісти Тероборони і попросили на відео сказати знамениту фразу «Путін — хуйло!», у відповідь на що, політик визнав російську агресію проти України, але відмовився повторити цю фразу, пояснивши, що не вживає нецензурну лексику.
Після початку повномасштабного вторгнення РФ до України фракцію ОПЗЖ у ВРУ було розформовано. На основі розформування фракції, втечі з України та виходу деяких депутатів, з 21 квітня 2022 була утворена депутатської групи «Платформа за життя та мир», створеної з колишніх членів ОПЗЖ, головою групи став Юрій Бойко (у фракції ОПЗЖ він ділив посаду голови з Вадимом Рабіновичем).
13 січня 2023 року Бойко повністю підтримав позбавлення мандату народного депутата України чотирьох своїх колишніх колег по ОПЗЖ, в тому числі, Медведчука.
19 грудня 2024 року Верховна рада виключила Бойка з посади члена Комітету з питань прав людини, деокупації та реінтеграції ТОТ України, національних меншин і міжнаціональних відносин. Також, указом Президента України він був позбавлений звання Герой України (це звання він носив у 2004—2025 роках).

## Проросійська діяльність
Після перемоги Революції гідності Бойко став одним із лідерів проросійського руху України. Бойко регулярно і систематично поширював тези російської пропаганди та колоніальне бачення української історії (зокрема заперечував російську агресію та звинувачував українську владу у «відсутності діалогу з Росією заради миру на Донбасі»), був організатором акцій на 9 травня, є прихильником Московського патріархату, розширення прав російської мови в Україні. Занесений до бази центру «Миротворець».
У березні 2014 року коли Бойко подав документи в ЦВК на реєстрацію кандидатом у президенти України, його програма містила пункти про надання російській мові статусу державної, розвиток торгово-виробничих зв'язків з Росією і країнами Митного Союзу.
18 січня 2018 року був одним з 36 депутатів, що голосували проти Закону про визнання українського суверенітету над окупованими територіями Донецької та Луганської областей. 29 липня 2018 року був одним з керівників «хресної ходи» духовенства російської церкви в Києві, присвяченого 1030-літтю Хрещенню Русі. У 2018 році суд зобов'язав перевірити на сепаратизм заяви Бойка на пресконференції у Санкт-Петербурзі.
У березні 2019 року напередодні президентських виборів відвідав разом із Медведчуком Москву де провів зустрічі із Медведєвим і Мілером. У його передвиборчій програмі 2019 року не було згадки про деокупацію Криму.
Напередодні повномасштабного вторгнення у лютому 2022 року заявив що «влада повинна припинити воєнно-політичний психоз і всяти чіткий курс на виконання мінських угод».
16 грудня 2024 року Бойко опублікував відео в TikTok на фоні ікон, де заявив про «радикалів», які «почали зносити пам'ятники по країні, перейменовувати міста, забороняти людям розмовляти рідною мовою, забороняти ходити до тієї церкви, до якої вони хочуть ходити». Наступного дня СБУ викликало його на допит.

## Скандали
Голосував за закон України 12414, який був ухвалений з порушенням Регламенту Верховної Ради України та підпорядкував НАБУ та САП Генеральному прокурору.

### 2018
Є великим прихильником РПЦ в Україні, зокрема, 29 липня 2018 року був одним з керівників «хресної ходи» духовенства російської церкви в Києві, присвяченого 1030-літтю Хрещенню Русі.

### 2019

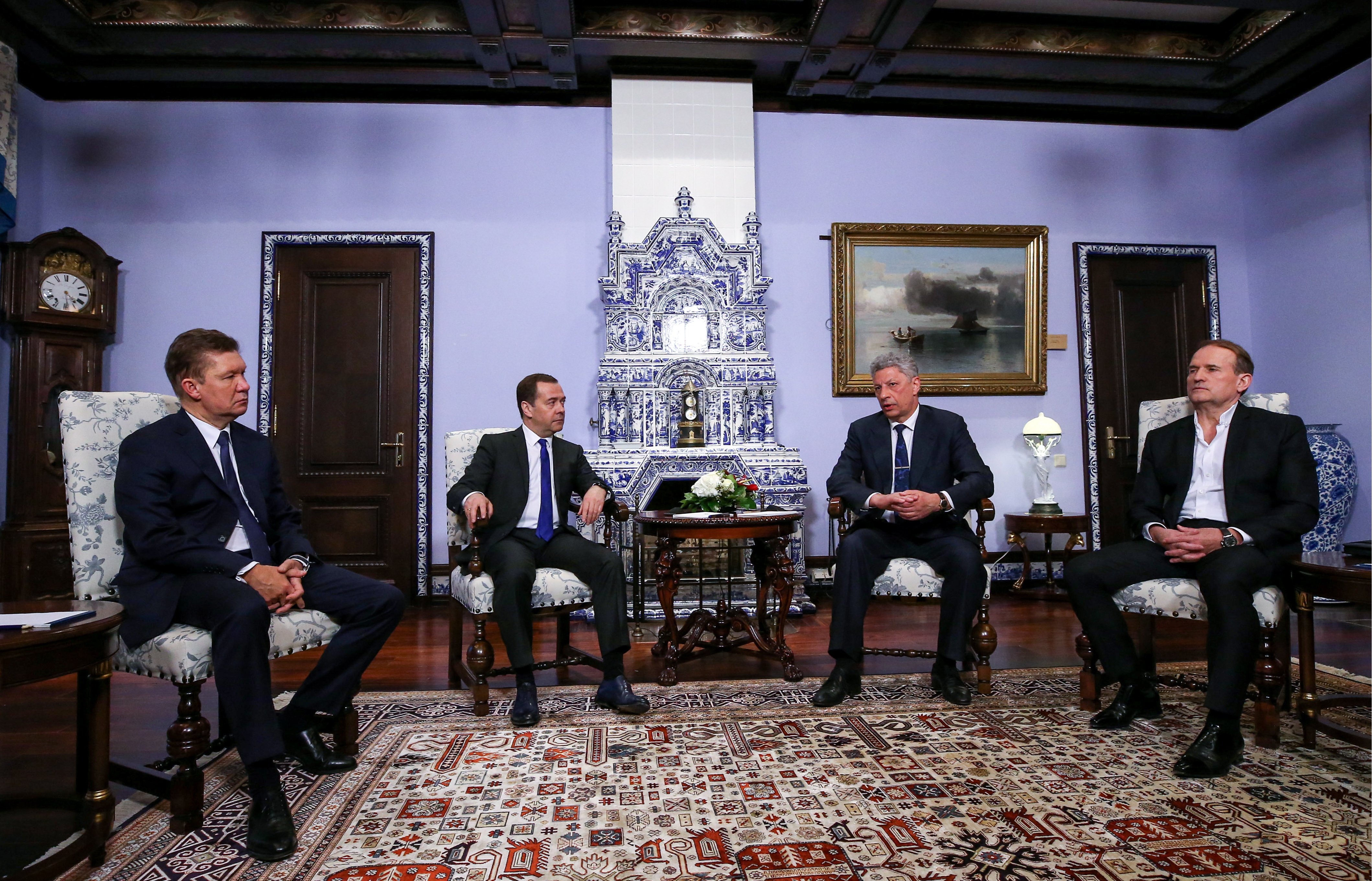
Зустріч у Москві кандидата в Президенти України Бойка та Віктора Медведчука з Прем'єр-міністром Росії Дмитром Медведєвим та директором Газпрому Олексієм Міллером, 22 березня 2019

14 листопада 2016 року сталась бійка між Бойком та Олегом Ляшком на засіданні погоджувальної ради. У ході свого виступу Ляшко звинуватив фракцію Опозиційний блок і Бойка в отриманні «консультацій з Москви».
У мене, до речі, питання до СБУ: чого вони їздять по Москвах і досі не в тюрмі.
— 

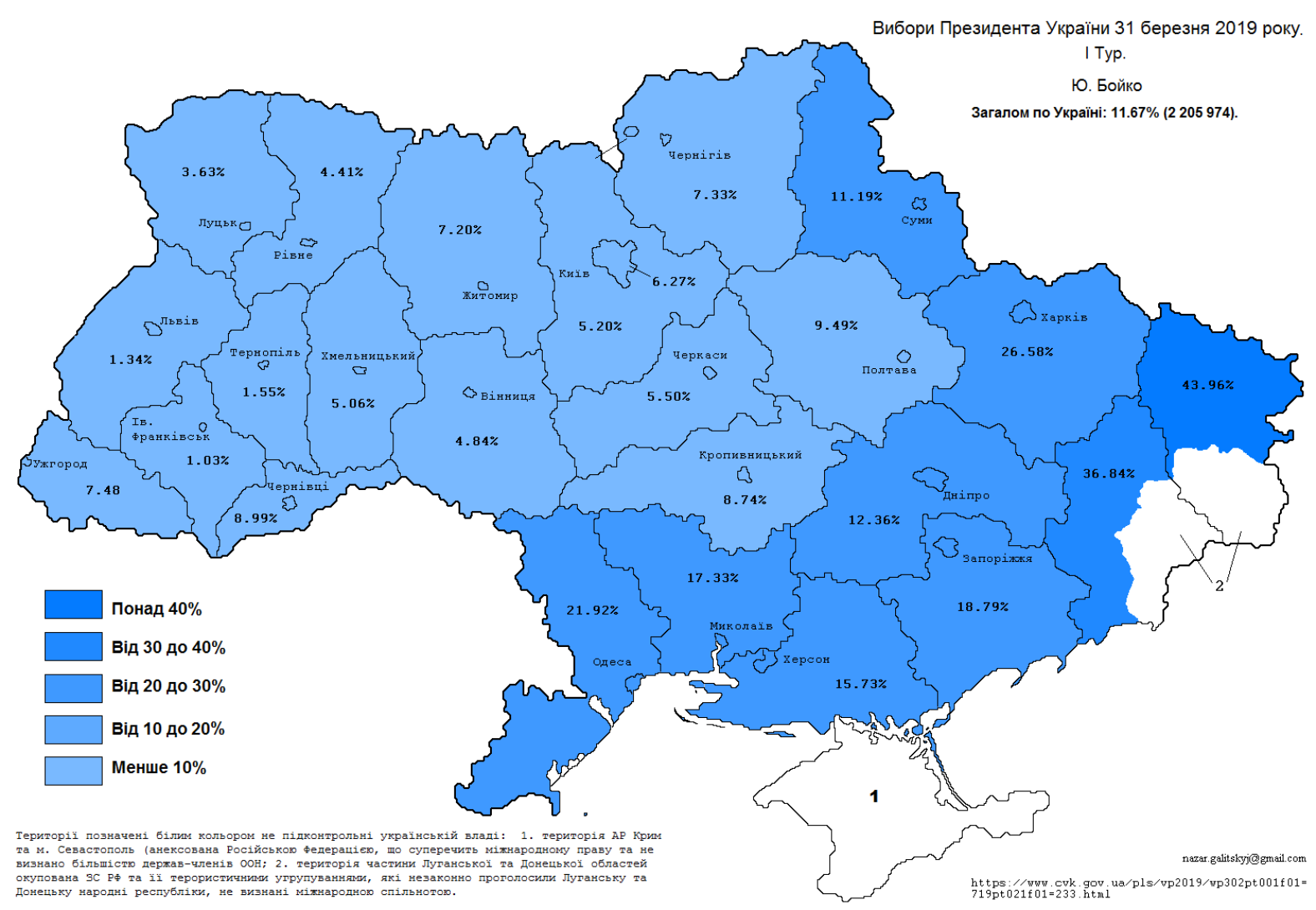
Підтримка Бойка на виборах Президента України 2019.

У відповідь на це Бойко вдарив Ляшка по обличчю. Бійка тривала кілька секунд, після чого Ляшко продовжив виступ і назвав Бойка і його фракцію «недобитками Януковича» — Бойко повторно вдарив Ляшка. Спікер ВРУ Андрій Парубій попередив про недопустимість бійок. Ляшко нагадав, що Бойко і раніше часто влаштовував бійки.
Докладніше: Бійки у Верховній Раді України

### 2024
14 грудня 2024 року Бойко опублікував у соцмережах проросійську заяву про «радикалів», які начебто перейменовують міста та забороняють комусь говорити російською. Ця риторика контрастувала з попередніми заявами Бойка та його колег, які під час повномасштабного вторгнення намагалися уникати подібних скандалів. 

### 2025
Голосував за закон України 12414 який був ухвалений з порушенням Регламенту Верховної Ради України та підпорядкував НАБУ та САП Генеральному прокурору.

## Статки

### Фінансовий стан
Згідно із декларацією за 2020 рік, доходом Бойко є зарплата у Верховній раді (441,6 тис. грн), кошти для забезпечення депутатської діяльності (87,7 тис. грн), банківські відсотки (1,5 тис. грн), та пенсія (180 тис. грн). Бойко майже не має залишків коштів на банківських рахунках, проте тримає готівкою 3,8 тис. доларів, 3,5 тис. євро і 40 тис. грн. Має цінні папери ПАТ «Укрнафта». Депутат володіє житловим будинком в Донецькій області, двома земельними ділянками в Донецькій та Київській областях, двома квартирами в Рубіжному Луганської області.
Юрій Бойко в рейтингу найбагатших українців НВ і Dragon Capital за 2020 рік посідає 79 місце з $99 млн (-19 % за рік).
На його дружину Віру зареєстровані права власності на квартири в Києві і в Росії, житловий будинок в Київській області, гараж в Києві і машиномісце в Росії, а також 26 земельних ділянок. Бойко володіє автомобілями ВАЗ 1978 року випуску і Mercedes Benz 2006 року. За 2020 рік Віра Бойко заробила 3,6 млн грн, отримала 1,8 млн грн відсотків і 6,9 млн грн дивідендів, 157,9 тис. грн пенсії. На банківських рахунках сім'ї політика 36,3 млн грн, 81,5 тис. євро, 3,3 млн російських рублів, 426,7 тис. доларів.
У 2021 році не потрапив до рейтингу 100 найбагатших українців від Forbes.ua.
Бойко має нерухомість в Москві на 220м2 з паркомісцем оформлене на дружину, придбане у 2006 році.

### Бізнес
Бойко формально виступив як засновник ГО "Товариство мисливців та рибалок «Кедр» — мисливського товариства, в яке входили друзі колишнього Президента України Віктора Януковича. Фактично, це була бізнес-структура, яка стала предметом судових проваджень.
24 червня 2011 року за результатами тендеру ПАТ "НАК «Нафтогаз України» (тогочасний директор — Бакулін Євген Миколайович, який перебував у сфері впливу Ю. Бойка, як міністра палива), уклав угоду з ТОВ «Європейська інвестиційна фінансова група» на послуги зі зберігання нафтопродуктів вартістю 14,99 млн грн. Про це повідомлялося в «Віснику державних закупівель». Згідно з конкурсною документацією, послуги зі зберігання палива мали надаватись до кінця 2011 року щонайменше 15 нафтобазами по території України[джерело?].
Бойко підозрюється у причетності до деяких офшорних фірм, зокрема — ТОВ «Європейська інвестиційна фінансова група», керівниками якої були Пляцко Андрій Валерійович (1973 року народження, киянин), Яценко Віталій Васильович (1970 року народження, киянин), Чечко Валерій Борисович (1974 року народження, киянин), та Підгайко Олександр Георгійович (1978 року народження, з Луцька, до 2020 року — уповноважена особа фірми, виконувач обов'язків директора). У 2020 р. їх замінили Кравчук Сергій Юрійович (1977 року народження, киянин), Джикія Іраклі (громадянин Грузії, поточна уповноважена особа фірми). ТОВ «Європейська інвестиційна фінансова група», згідно загальнодоступних даних ЄДРПОУ, очолив колишній директор агрофірми «Солк» з Луганської області Фірсов Сергій Григорійович, 1986 року народження, уродженець м. Луганськ, давній бізнес-партнер Бакуліна. Ця інвестиційна фінансова група згодом почала протистояння з бізнес-структурами Бакуліна, який спочатку не був конкурентом Бойка, та вступила з ними у судову тяганину — зокрема, почалися суди з агрохолдингами, належними дітям Бакуліна (Миколі та Світлані). Таким чином, мова йде про серйозний розкол у таборі екс-регіоналів, викликаний економічними непорозуміннями.
У розслідуванні видання Kyiv Post компанію Юрія Потійка, Duglas Alliance, яка будує ГЕС Сендже в континентальній частині Екваторіальної Гвінеї на річці Веле в районі селища Сендже, пов'язують із Юрієм Бойком.

## Сім'я
Одружений. Дружина — Віра Дмитрівна Бойко. У минулому вона займалася художньою гімнастикою, має звання майстра спорту.
Мають трьох синів (Анатолій, Юрій і Микола) і трьох доньок (Ярослава, Уляна і Марія).

## Нагороди
19 січня 2025 року Бойка позбавлено державних нагород України безстроково.
- Звання Герой України з врученням ордена Держави (22 серпня 2004) — за визначні особисті заслуги перед Українською державою у розвитку паливно-енергетичного комплексу, багаторічну самовіддану працю (позбавлений 19.01.2025)[82].
- Орден князя Ярослава Мудрого V ст. (9 жовтня 2013) — за вагомий особистий внесок у державне будівництво, розвиток вітчизняного паливно-енергетичного комплексу, багаторічну сумлінну працю та високий професіоналізм (позбавлений 19.01.2025)[83].
- Орден «За заслуги» III ст. (22 травня 2003) — за вагомі трудові здобутки, значний особистий внесок у розвиток нафтової та газової промисловості (позбавлений 19.01.2025)[84].